# L.P. Hartley
Leslie Poles Hartley CBE (Whittlesey, 30 december 1895 – Londen, 13 december 1972) was een Engels schrijver van novellen en kortverhalen. De bildungsroman The Go-Between is zijn bekendste werk.

## Biografie
Hartley werd geboren in 1895 in Engeland. Hij was het middelste van drie kinderen uit het huwelijk van Harry Bark Hartley en Mary Elizabeth Thompson. Zijn vader was advocaat, vrederechter en later eigenaar van een steenbakkerij. Van 1910 tot 1915 volgde Hartley onderwijs aan de Harrow School waarna hij hedendaagse geschiedenis studeerde aan het Balliol College aan de universiteit van Oxford.
Tijdens de Eerste Wereldoorlog werd Hartley bij het leger ingelijfd maar om gezondheidsredenen al snel weer vrijgesteld. In 1921 studeerde hij in Oxford af. Tijdens zijn studies schreef Hartley reeds recensies en kortverhalen. Tot zijn vriendenkring mocht hij mensen als Aldous Huxley en Ottoline Morrell rekenen.
Na zijn studies verdiende Hartley bovenop een inkomen uit de steenbakkerij bij door het schrijven van recensies voor onder meer The Spectator, The Observer en The Sketch. In 1924 publiceerde hij zijn eerste bundel kortverhalen getiteld Night Fears en een jaar later zijn eerste novelle Simonetta Perkins.
Aanvankelijk kende Hartley weinig succes. Pas in 1944 met het verschijnen van The Shrimp and the Anemone, het eerste werk uit de trilogie Eustace and Hilda, verwierf hij enige bekendheid. In 1953 publiceerde hij zijn bekendste werk, The Go-Between. Facial Justice, zijn enige sciencefictionwerk, werd uitgebracht in 1960.
Hartley huwde nooit en was vermoedelijk homoseksueel. Dit kwam tot uiting als thema in enkele van zijn werken en vooral zijn laatste roman, The Harness Room, gepubliceerd in 1971, een jaar voor zijn dood. Hartley stierf in 1972 te Londen.

The past is a foreign country; they do things differently there
— openingszin The Go-Between

## Verfilmingen
Verscheidene novellen en kortverhalen van Hartley werden naar het beeldscherm vertaald. Zijn bekendste werk The Go-Between werd in 1971 verfilmd met Julie Christie en Alan Bates en in 2015 met Jim Broadbent en Lesley Manville. De trilogie Eustace and Hilda haalde in 1977 het scherm als miniserie. Verschillende kortverhalen werden verbeeld in televisieseries met fantasy, horror of het bovennatuurlijke als onderwerp.

## Erkenning
Hartley was een tijd hoofd van de Engels afdeling van PEN International en lid van het bestuur van de Society of Authors.
In 1956 werd Hartley opgenomen in de Orde van het Britse Rijk. In 1972 verwierf hij de titel 'Companion of Literature' van de Royal Society of Literature.
Voor Eustace and Hilda ontving Hartley in 1947 de Companion of Literature en in 1953 voor The Go-Between de Heinemann Award. In 1991 produceerde Clive Dunn een documentaire genaamd Bare Heaven over Hartley.

## Nalatenschap
Hartley's nalatenschap wordt beheerd door de Society of Authors.
- Biblioteca Nacional de España: XX965330
- Bibliothèque nationale de France: cb121700242 (data)
- Catàleg d'autoritats de noms i títols de Catalunya: 981058512875206706
- Gemeinsame Normdatei: 118720562
- International Standard Name Identifier: 0000 0001 1064 6225
- Library of Congress Control Number: n50026755
- Nationale Bibliotheek van Tsjechië: jn19990003195
- Nationale Bibliotheek van Israël: 987007278255305171
- Nederlandse Thesaurus van Auteursnamen: 069648751
- LIBRIS: 241145
- SNAC: w6794rhf
- Système universitaire de documentation: 030242096
- Trove: 895710
- Virtual International Authority File: 59124886
- WorldCat: E39PBJc7YtPjRfbQQVwWW36h73